# Kristineberg, Malmö kommun

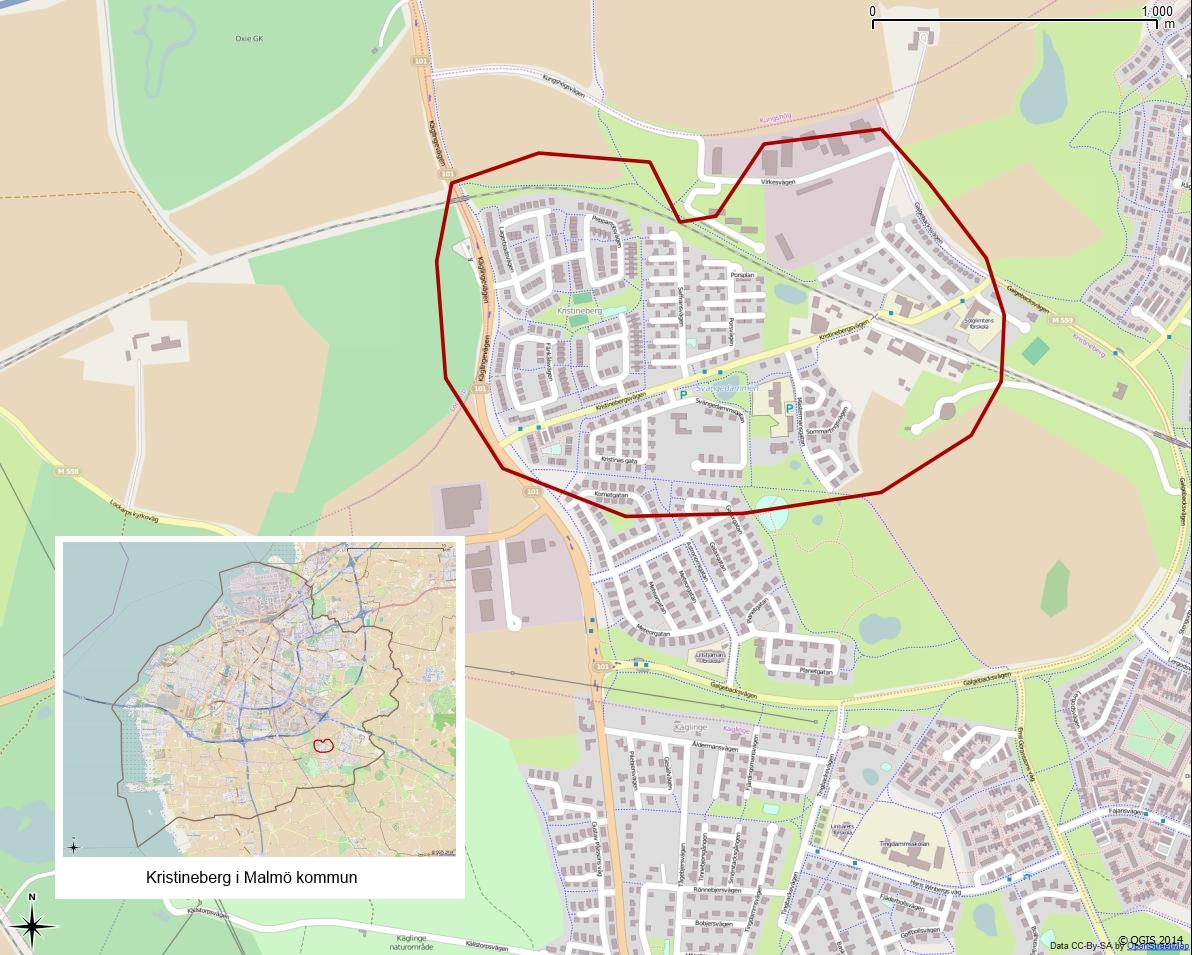
Tätorten Kristinebergs avgränsning 1990, på en nutida karta.

Kristineberg är ett delområde i stadsdelen Oxie i Malmö stad. Mellan 1965 och 2005 var Kristieberg tätort med tätortskod 3536, men växte 2010 samman med Oxie tätort.
Kristineberg ligger öster om Käglingevägen, norr och väster om Galgebacksvägen. Länsväg 101 passerar den södra delen av Kristineberg. Malmö busslinje 1 har Kristineberg som ändhållplats.

## Befolkningsutveckling
| Befolkningsutvecklingen i Kristineberg 1965–2005                                                       | Befolkningsutvecklingen i Kristineberg 1965–2005 | Befolkningsutvecklingen i Kristineberg 1965–2005 | Befolkningsutvecklingen i Kristineberg 1965–2005 | Befolkningsutvecklingen i Kristineberg 1965–2005 |
| --- | ------------------------------------------------ | ------------------------------------------------ | ------------------------------------------------ | ------------------------------------------------ |
| |                                                  |                                                  |                                                  |                                                  |
| År |                                                  |                                                  | Folkmängd                                        | Areal (ha)                                       |
| 1965                                                                                                   | 1965                                             |                                                  | 379                                              |                                                  |
| 1970                                                                                                   | 1970                                             |                                                  | 390                                              |                                                  |
| 1975                                                                                                   | 1975                                             |                                                  | 354                                              |                                                  |
| 1980                                                                                                   | 1980                                             |                                                  | 1 012                                            |                                                  |
| 1990                                                                                                   | 1990                                             |                                                  | 1 130                                            | 48                                               |
| 1995                                                                                                   | 1995                                             |                                                  | 1 082                                            | 49                                               |
| 2000                                                                                                   | 2000                                             |                                                  | 1 025                                            | 49                                               |
| 2005                                                                                                   | 2005                                             |                                                  | 1 076                                            | 64                                               |
| Anm.: Ny tätort 1965. Namnändring 1975 från Oxie station till Kristineberg. Sammanvuxen med Oxie 2010. |                                                  |                                                  |                                                  |                                                  |

## Samhället
I området finns en del industrier längs järnvägen, men främst förekommer villor och radhus, varav många från 1970-talet.
Svängedammens förskola ligger mitt i tätorten. Ett stort fält kring den gamla galgbacken håller på att bebyggas.
Oxie vattentorn och Tycho Brahe-observatoriet hittar man på en höjd nära järnvägsspåret.